# Liste der Monuments historiques in Viménil
Die Liste der Monuments historiques in Viménil führt die Monuments historiques in der französischen Gemeinde Viménil auf.

## Liste der Objekte
| Bezeichnung | Beschreibung                                                                    | Standort                        | Kennzeichnung | Schutzstatus | Datum | Bild |
| ----------- | ------------------------------------------------------------------------------- | ------------------------------- | ------------- | ------------ | ----- | ---- |
| Hauptaltar  | Altartisch, Tabernakel und Exposition; Holz, farbig gefasst und vergoldet, 1779 | in der Kirche St-Jacques (Lage) | PM88001857    | Inscrit      | 1980  |      |